# Le Moteur à Histoires
Le Moteur à Histoires (The Story & the Engine) est le cinquième épisode de la Saison 2 de la série télévisée britannique Doctor Who, diffusé le 10 mai 2025 sur BBC One et Disney+.

## Distribution
- Ncuti Gatwa (VFB : Maxime Van Santfoort) : Quinzième Docteur
- Varada Sethu (VFB : Fanny Dreiss) : Belinda Chandra
- Sule Rimi (VFB : Jean-Michek Vovk) : Omo Esosa
- Ariyon Bakare (VFB : Claudio Dos Santos) : Le Barbier
- Stefan Adegbola (VFB : Marc Zinga) : Rashid Abubakar
- Jordan Adene (VFB : Jimony Ekila) : Tunde Adebayo
- Michael Balogun (VFB : Othmane Moumen) : Obioma Okoli
- Michelle Asante (VFB : Babetida Sadjo) : Abena, fille d'Anansi
- Simon Bailey : Paramédicale
- Adrian Pang : Consultant[2]
- Tessa Bell-Briggs : Patiente
- Anita Dobson (VFB : Myriam Thyrion) : Mrs Flood
- Inua Ellams : Marchand
- Funmi James : Agente de sécurité
- Sienna-Robyn Mavanga-Phipps : Poppy
- Jo Martin (VFB : France Bastoen) : Docteur Fugitive

## Accroche
À Lagos, le mystérieux Barbier règne en maître. Le Docteur découvre un monde où les histoires ont du pouvoir, mais peut-il stopper l'Araignée et sa toile mortelle de vengeance ?

## Résumé
Souhaitant charger le vindicateur, le Docteur et Belinda Chandra arrivent à Lagos, au Nigeria, en 2019. Expliquant à Belinda que sa couleur de peau est la cause de discriminations, le Docteur annonce qu'il souhaite rendre visite à son ami Omo, le gérant d'un salon de coiffure qu'il avait sauvé alors qu'il était enfant, se sentant accepté dans son établissement. En se rendant au salon, le Docteur découvre qu'Omo et d'autres habitants sont portés disparus, et trouve le quartier désert, bien que le salon semble en activité. En entrant de le salon, le Docteur retrouve Omo et les habitants disparus, et fait la rencontre du « Barbier », un homme mystérieux ayant pris le contrôle du salon, forçant ses occupants à raconter des histoires afin d'alimenter un moteur en constante demande. Le Barbier travaille avec Abby, une femme que le Docteur semble avoir connu par le passé.
Déçu que son ami ait parlé de lui au Barbier, le Docteur réprimande Omo. Essayant de s'échapper en ouvrant la porte du salon, le Docteur manque de tomber dans le vide, révélant que le salon est sur le dos d'une araignée mécanique colossale se mouvant sur une énorme toile. Le Barbier explique que le salon existe à la fois sur l'araignée et à Lagos, et que seul lui et Abby peuvent sortir. Belinda arrive et se retrouve également piégée à l'intérieur. Le Docteur force le Barbier a révéler son identité. Ce dernier ment initialement, prétendant être la véritable identité de plusieurs dieux différents, puis avoue être un simple humain conteur d'histoires, qui avait par le passé assisté de nombreux dieux en répandant et faisant persister leurs histoires grâce à sa création, le « Nexus ». Le Nexus, ayant réussit à fonctionner par lui-même, avait poussé les dieux à exiler le Barbier de sa création. Le Docteur réalise qu'Abby est la fille d'Anansi, nommée Abena, qu'il a abandonné lors de son incarnation fugitive, la poussant à s'allier avec le Barbier par vengeance.
Le Barbier explique qu'il a l'intention d'atteindre le centre du Nexus dans le but de séparer tous les dieux de la toile, les tuant et détruisant au passage l'essence-même des civilisations et cultures humaines. Abena, qui comprend que le Barbier s'est servi d'elle pour assouvir un plan la mettant directement en danger, se résigne sur sa vengeance et tresse les cheveux du Docteur pour former une carte l'amenant au centre de la source d'énergie du moteur. Le Docteur et Belinda reconfigurent le cœur du moteur, permettant au Docteur de l'alimenter avec sa propre « histoire sans fin » provoquant une overdose d'énergie qui détruit le moteur. Le Docteur convainc le Barbier de laisser les disparus et de ne pas se laisser mourir avec sa machine, l'implorant de continuer à raconter des histoires. Le moteur est détruit et le salon revient à la normal.
Les disparus retournent auprès de leurs familles. Omo s'excuse et se réconcilie avec le Docteur, avant de prendre sa retraite et de laisser sa place au Barbier pour s'occuper du salon, alors qu'Abena s'en va vivre sa vie. Le Docteur et Belinda s'en vont alors qu'il commence à raconter l'histoire de sa rencontre avec Omo.

## Continuité
- Cet épisode voit le retour de Jo Martin dans le rôle du Docteur Fugitif, apparu pour la première fois dans l'épisode Le Contrat des Judoons et statué comme une vie antérieure au Premier Docteur de William Hartnell.
- De plus on y voit des images d’archives d’anciens d’Docteur.